# Jan Reychman
Jan Antoni Reychman (Varsó, 1910. február 19. – Varsó, 1975. január 11.) lengyel orientalista, turkológus, hungarológus, történész és nyelvész, a lengyel–magyar tudományos kapcsolatok kiemelkedő alakja, a Varsói Egyetem (lengyelül: Uniwersytet Warszawski) Magyar Filológiai Tanszékének megalapítója és első vezetője.

## Élete
Széles látókörű, patrióta lengyel zsidó családba született. Apja, Kazimierz Reychman diplomata volt Buenos Airesben és Rio de Janeiroban, édesanyja Wanda Olszewicz volt. A család kálvinista hitre tért át. Gyermekkorában sokszor nyaralt a Tátrában és felnőttként rendszeresen túrázott itt. A hely történelme és kultúrája tudományos kutatómunkájának fontos témája lett.
1929-ben érettségizett. Ezt követően történelmet tanult a Varsói Egyetem történelem szakán, majd 1933 és 1935 között orientalisztikát tanult a Keleti Intézetben és az egyetemen. Szembetegsége miatt a katonai szolgálat alól felmentették. 1939-1940 folyamán a Tátra Múzeum (Muzeum Tatrzańskie) munkatársa volt. A harmincas években számos tudományos cikket közölt, de a második világháború kitörése megakadályozta, hogy doktorátust szerezzen.
Lengyelország megszállása után gyalog menekült Magyarországra. Kezdetben egy Komárom melletti táborban, Dunamocson élt mezőgazdasági munkát végezve. Később Budapestre került és a lengyel emigráció szellemi életének meghatározó alakja lett. Többször is megkísérelt eljutni a nyugaton lévő lengyel fegyveres erőkhöz. Zdzisław Antoniewicz munkatársaként tanított a balatonboglári lengyel gimnáziumban, mely ebben az időben az egyetlen lengyel középiskola volt Európában. Újságcikkeket írt, dolgozott a Lengyel Cserkész Szövetségben és szervezte a menekültek életét. 1940-1944 között a Lengyel Prófétákban (Wieszczowie Polscy), a Tábori Anyagokban (Materiały Obozowe), a Lengyel Hetilapban (Tygodnik Polski) és az Egy lengyel magyarországi naplójában (Kalendarz Polaka na Węgrzech) száznál több cikke jelent meg, melyek többsége a 17-19. századi lengyel-magyar politikai, kulturális, tudományos és gazdasági kapcsolatokkal foglalkozott.
Az emigráció éveiben megtanult magyarul s a háború után sokat dolgozott azért, hogy meghálálja Magyarországnak a lengyelek befogadását.
1945-ben visszatért Lengyelországba, ahol gyakornokként a Varsói Egyetem Turkológiai Tanszékének munkatársa lett. Doktori fokozatát 1949-ben szerezte meg „A keleti nyelvek ismerete és tanítása Lengyelországban a XVIII. században” (Znajomosc i nauezanie języków onentalnych w Polsce XVIII wieku) című munkájával. Három évtizedes, rendkívül színes tudományos pályafutása során Lengyelország és a lengyelek más népekhez fűződő kapcsolatait vizsgálta. Elsősorban történész volt, de a művészettörténet, az etnográfia, a földrajztudomány, a tudománytörténet, a nyelvtudomány, az irodalom és a szokások is érdekelték. Ennek keretében olyan témákat is vizsgált, mint a török és a finnugor nyelvek vagy a lengyel-magyar barátság.
1951-től szerkesztője volt a Wierchów című lapnak és publikációk sorát közölte a Tátra-hegységben élők kultúrájáról.
1952 és 1970 között az általa alapított Magyar Filológiai Tanszéket vezette. Közben tanított az egyetem Orientalisztikai Intézetében is, majd 1970-től 1975-ig a Turkológiai és Iranisztikai Intézet élén állt. Népszerű tanár volt, aki generációk sorát nevelte fel harmincéves tudományos pályafutása során. Az első lengyelországi magyar filológiai tárgyú doktori disszertáció témavezetője volt.
Életében több, mint 300 publikációja jelent meg. 1957-től tagja volt a Lengyel Tudományos Akadémia (Polska Akademia Nauk) Orientalisztikai Bizottságának. 1962-1966 között a Lengyel Orientalisztikai Társaság elnökeként működött. Részt vállalt az Orientalisztikai Szemle (Przegląd Orientalistyczny) és az Orientalisztikai Évkönyv (Rocznik Orientalistyczny) szerkesztésében. Tagja volt a Societas Uralo-Altaica és a magyarországi Kőrösi Csoma Társaság tudományos szervezeteknek, publikációi francia, orosz, román, török, magyar, olasz és német folyóiratokban jelentek meg. Számos lengyel, török és magyar kitüntetés birtokosa volt.

## Munkái

### Orientalisztika
- Szkice z dziejów polskiej orientalistyki, Warszawa: Państwowe Wydawnictwo Naukowe, 1957–1969 (Vázlatok a lengyel orientalisztika történetéből)
- Historia Turcji, Wrocław: Zakł. Nar. im. Ossolińskich, 1973 (Törökország története)
- Życie polskie w Stambule w XVIII wieku, Warszawa: Państwowy Instytut Wydawniczy, 1959 (A lengyelek élete Sztambulban a XVIII. században)
- Orient w kulturze polskiego oświecenia, Wrocław: Zakład Narodowy im. Ossolińskich, 1964 (A Kelet szerepe a lengyel felvilágosodás kultúrájában)
- Podróżnicy polscy na Bliskim Wschodzie w XIX w., Warszawa: "Wiedza Powszechna", 1972 (Lengyel utazók a Közel-Keleten a XIX. században)
- Mahomet i świat muzułmański, Warszawa: "Książka i Wiedza", 1958 (Mohamed és a muzulmán világ)
- Od wiezy Babel do jçzykoznawstwa porównawczego, Warszawa: "Wiedza Powszechna", 1969 (Bábel tornyától az összehasonlító nyelvészetig)

### Magyar vonatkozású tanulmányok és könyvek
- Studia z dziejów polsko-wegierskich stosunków literackich i kulturalnych, 1969 (Tanulmányok a lengyel-magyar irodalmi és kulturális kapcsolatok történetéből, tanulmány)
- Dzieje Węgier, Warszawa: Państwowe Wydawnictwo Naukowe, 1954 (Magyarország története, egyetemi jegyzet)
- Jakobini węgierscy w roku 1794 a Insurekcja Kosciuszkowska, 1957 (A magyar jakobinusok 1794-ben és a Kosciuszko-féle felkelés, tanulmány)
- Ze stosunków kulturalnych polsko-węgierskich w epoce Oswiecenia, Warzsawa: Uniwersytet Warszawski. Dział Wydawnictw, 1960 (A felvilágosodás kori lengyel-magyar kulturális kapcsolatokról)
- Węgierski bądź Dacki Simplicissimus, Kraków: Wydawnictwo Literackie, 1967 (A magyarok avagy a Dacki Simplicissimus; a XVIII. századi magyar-lengyel barátság kezdeteiről, kritikai kiadás)
- Z zainteresowan kulturalnych Wegrami w Polsce pod koniec XVIII wieku, 1969 (A Magyarország iránti kulturális érdeklődés a XVIII. század végi Lengyelországban, tanulmány)
- Wielki słownik polsko-węgierski, Warszawa: Państwowe Wydawnictwo Wiedza Powszechna, 1968 (Magyar-Lengyel Nagyszótár)
- Magyar-lengyel szótár / Słownik węgiersko-polski; szerk. Jan Reychman; Akadémiai–Wiedza Powszechna, Bp.–Warszawa, 1980

### Szépirodalom
- Peleryna, ciupaga i znak tajemny, Kraków: Wydawnictwo Literackie, 1971 (A pelerin, a fokos és a titkos jel)

## Fordítás
- Ez a szócikk részben vagy egészben a Jan Reychman című lengyel Wikipédia-szócikk ezen változatának fordításán alapul.  Az eredeti cikk szerkesztőit annak laptörténete sorolja fel. Ez a jelzés csupán a megfogalmazás eredetét és a szerzői jogokat jelzi, nem szolgál a cikkben szereplő információk forrásmegjelöléseként.